# 蘆原駅
蘆原駅（ノウォンえき）は、大韓民国ソウル特別市蘆原区にある、ソウル交通公社の駅。

## 利用可能な鉄道路線
ソウル交通公社
 4号線 - 駅番号は「411」
 7号線 - 駅番号は「713」

## 駅構造

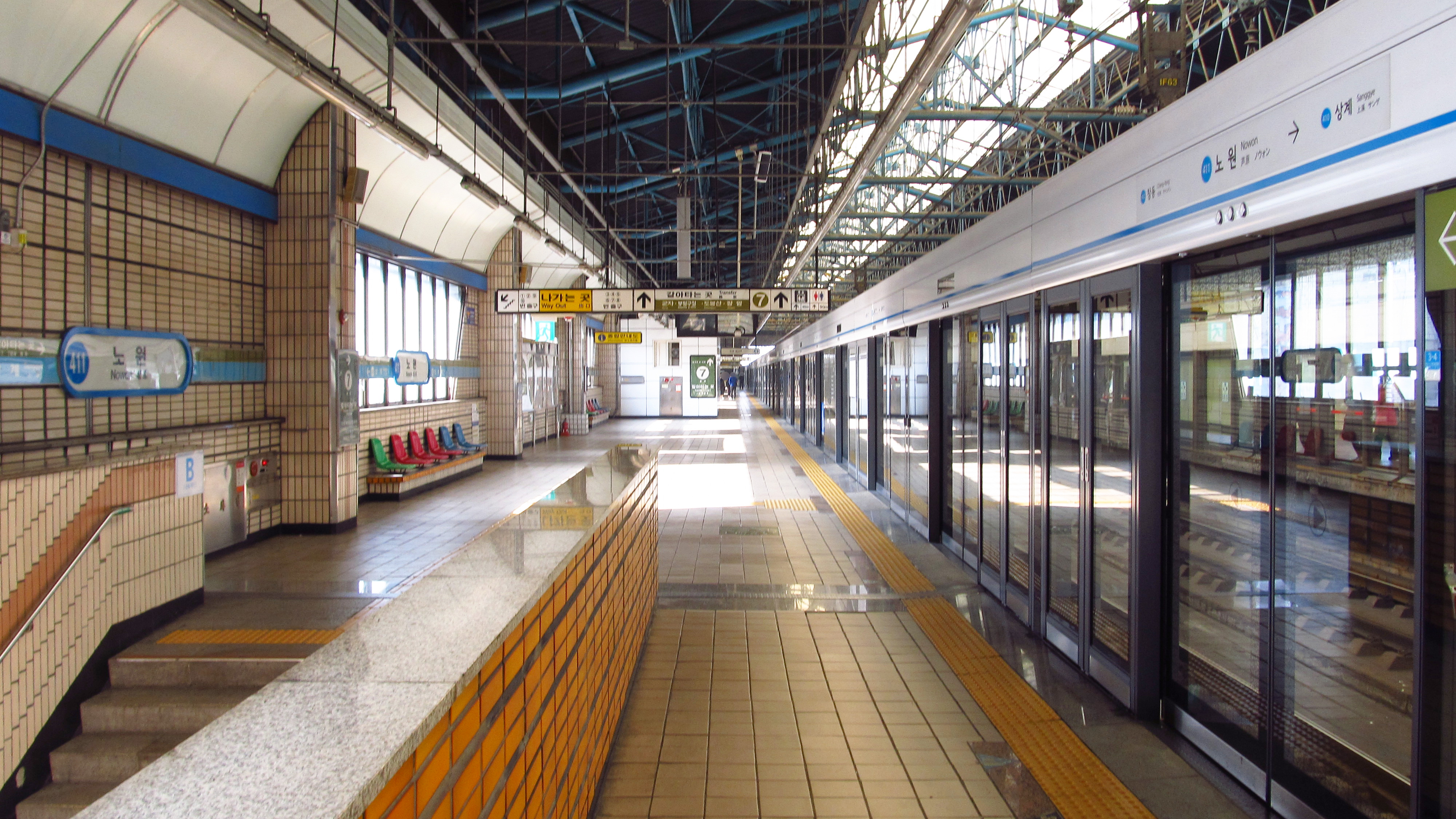
4号線ホーム (2018年)

4号線は相対式ホーム2面2線を有する高架駅で、フルスクリーンタイプのホームドアが設置されている。7号線への乗り換えは、ホーム西端にある階段を下り、連絡通路を介して利用することができる。
改札口は東側（上渓寄り）と西側（倉洞寄り）の2ヶ所ある。化粧室は西側の改札口に1ヶ所ある。
出入口は1・2番と9・10番の合計4ヶ所ある。

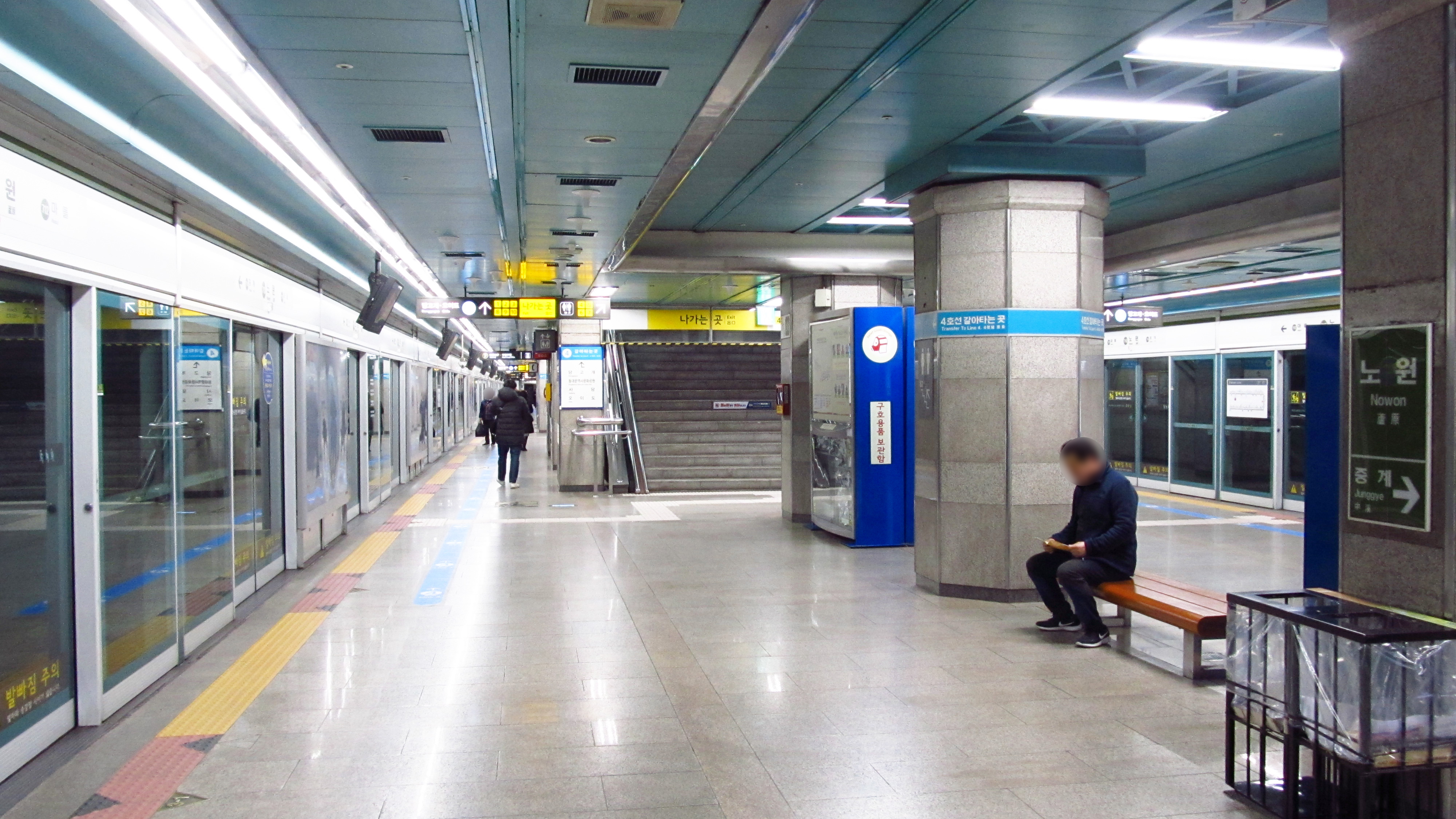
7号線ホーム (2018年)

7号線は島式ホーム1面2線を有する地下駅で、フルスクリーンタイプのホームドアが設置されている。4号線への乗り換えは、ホーム北端にある階段を上り、連絡通路を介して利用することができる。
改札口は地下1階と地下2階に1ヶ所ずつある。化粧室は地下2階の改札外に1ヶ所ある。

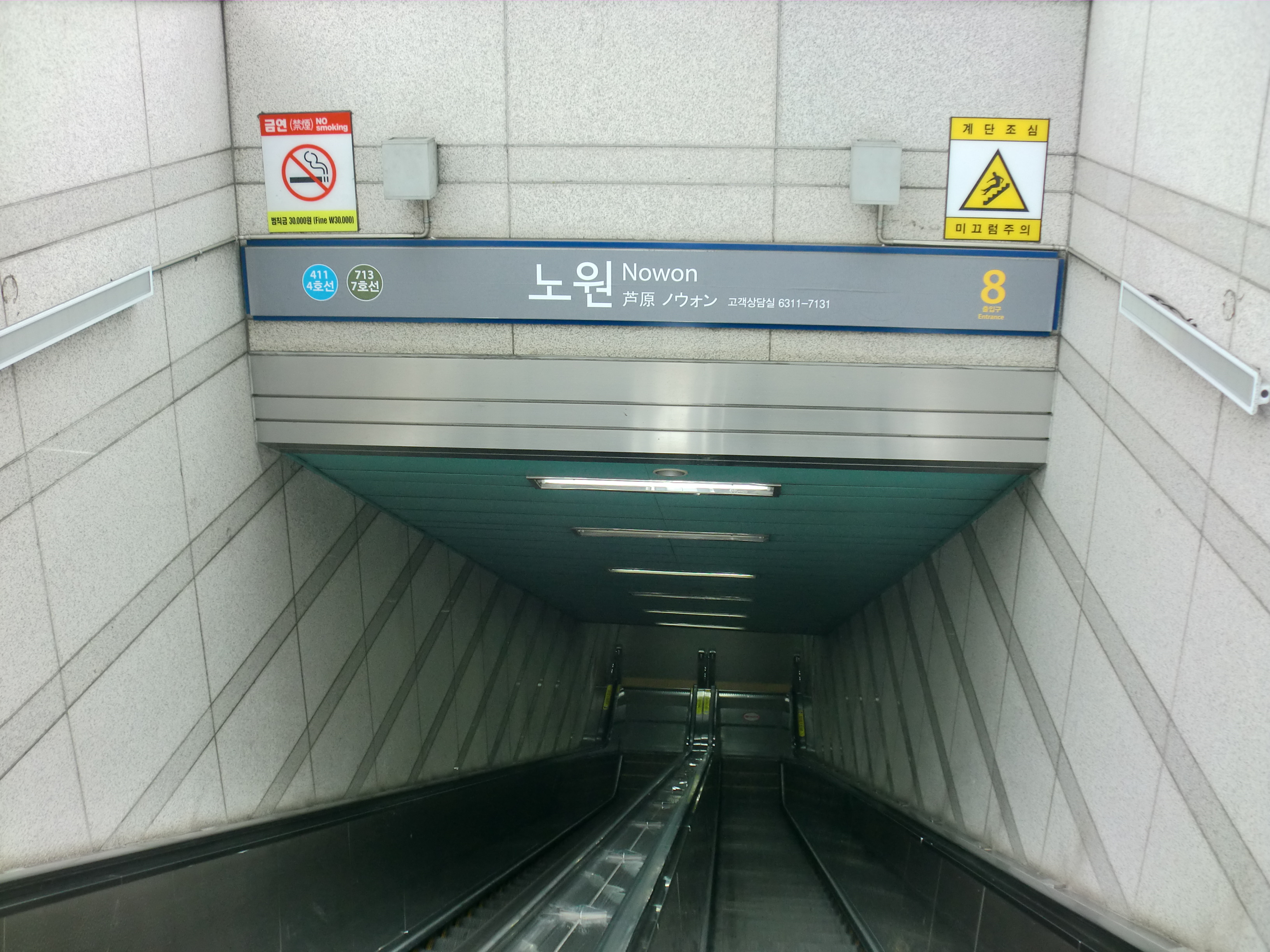
8番出口

出入口は3番から8番までの合計6ヶ所ある。

### のりば
- のりばの番号は存在しない。

| ホーム              | 路線                | 行先                                             |                     |
| 4号線ホーム（高架） | 4号線ホーム（高架） | 4号線ホーム（高架）                              | 4号線ホーム（高架） |
| ------------------- | ------------------- | ------------------------------------------------ | ------------------- |
| 上り                | 4号線               | 上渓・タンゴゲ方面                               |                     |
| 下り                | 4号線               | ソウル駅・舎堂・衿井・烏耳島方面                 |                     |
| 7号線ホーム（地下） |                     |                                                  |                     |
| 上り                | 7号線               | マドゥル・水落山・道峰山・長岩方面               |                     |
| 下り                | 7号線               | 上鳳・高速ターミナル・加山デジタル団地・温水方面 |                     |

## 利用状況
近年の一日平均利用人員推移は下記のとおり。
| 路線  | 路線     | 2000年 | 2001年 | 2002年 | 2003年 | 2004年 | 2005年 | 2006年 | 2007年 | 2008年 | 2009年 | 出典  |
| ----- | -------- | ------ | ------ | ------ | ------ | ------ | ------ | ------ | ------ | ------ | ------ | ----- |
| 4号線 | 乗車人員 | 27,022 | 25,461 | 25,852 | 24,930 | 25,156 | 25,860 | 26,619 | 25,846 | 25,280 | 24,817 | [ 1 ] |
| 4号線 | 降車人員 | 28,091 | 26,821 | 27,634 | 26,785 | 26,991 | 27,754 | 29,050 | 28,206 | 28,113 | 27,923 | [ 1 ] |
| 4号線 | 乗降人員 | 55,113 | 52,282 | 53,485 | 51,715 | 52,146 | 53,614 | 55,669 | 54,052 | 53,393 | 52,740 | [ 1 ] |
| 7号線 | 乗車人員 | 16,061 | 18,972 | 20,022 | 20,685 | 20,360 | 20,643 | 21,804 | 21,407 | 21,554 | 21,503 | [ 2 ] |
| 7号線 | 降車人員 | 16,175 | 19,299 | 20,794 | 21,648 | 21,101 | 21,933 | 23,655 | 23,298 | 23,465 | 23,524 | [ 2 ] |
| 7号線 | 乗降人員 | 32,236 | 38,272 | 40,817 | 42,333 | 41,461 | 42,576 | 45,459 | 44,705 | 45,019 | 45,028 | [ 2 ] |
| 路線  | 路線     | 2010年 | 2011年 | 2012年 | 2013年 | 2014年 | 2015年 | 2016年 | 2017年 | 2018年 |        |       |
| 4号線 | 乗車人員 | 24,610 | 24,629 | 24,559 | 24,843 | 24,970 | 24,287 | 23,773 | 23,103 | 22,460 |        |       |
| 4号線 | 降車人員 | 27,808 | 27,740 | 27,542 | 27,671 | 27,773 | 27,102 | 26,573 | 25,988 | 25,252 |        |       |
| 4号線 | 乗降人員 | 52,418 | 52,369 | 52,100 | 52,513 | 52,743 | 51,389 | 50,346 | 49,091 | 47,712 |        |       |
| 7号線 | 乗車人員 | 22,008 | 22,634 | 22,489 | 22,625 | 22,463 | 21,878 | 21,450 | 21,038 | 21,181 |        |       |
| 7号線 | 降車人員 | 24,236 | 24,831 | 24,614 | 24,645 | 24,426 | 23,818 | 23,306 | 22,822 | 22,748 |        |       |
| 7号線 | 乗降人員 | 46,245 | 47,465 | 47,103 | 47,270 | 46,889 | 45,696 | 44,756 | 43,860 | 43,929 |        |       |

## 駅周辺
- ソウル交通公社倉洞車両事業所（朝鮮語版）
- 上渓高等学校
- 蘆原文化の街
- 蘆原区庁
- 蘆原文庫
- 道峰運転免許試験場
- ロッテ百貨店蘆原店
- 上渓119安全センター
- 上渓2洞住民センター
- 上渓6・7洞住民センター
- 上渓7治安センター
- 上渓中学校
- 上渓初等学校
- 湘水初等学校
- 上月初等学校
- 新上中学校
- 温谷中学校
- WOWファッションクラブ
- 宇成アパート
- KT蘆原支店
- 韓国電力公社北部支店
- 上渓住公（住宅公社）3団地
- 上渓住公（住宅公社）6団地

## 歴史
- 1985年4月20日 - 4号線の駅が開業。
- 1996年10月11日 - 7号線の駅が開業。

## 隣の駅
ソウル交通公社
 4号線
上渓駅 (410) - 蘆原駅 (411) - 倉洞駅 (412)
 7号線
マドゥル駅 (712) - 蘆原駅 (713) - 中渓駅 (714)

## 写真

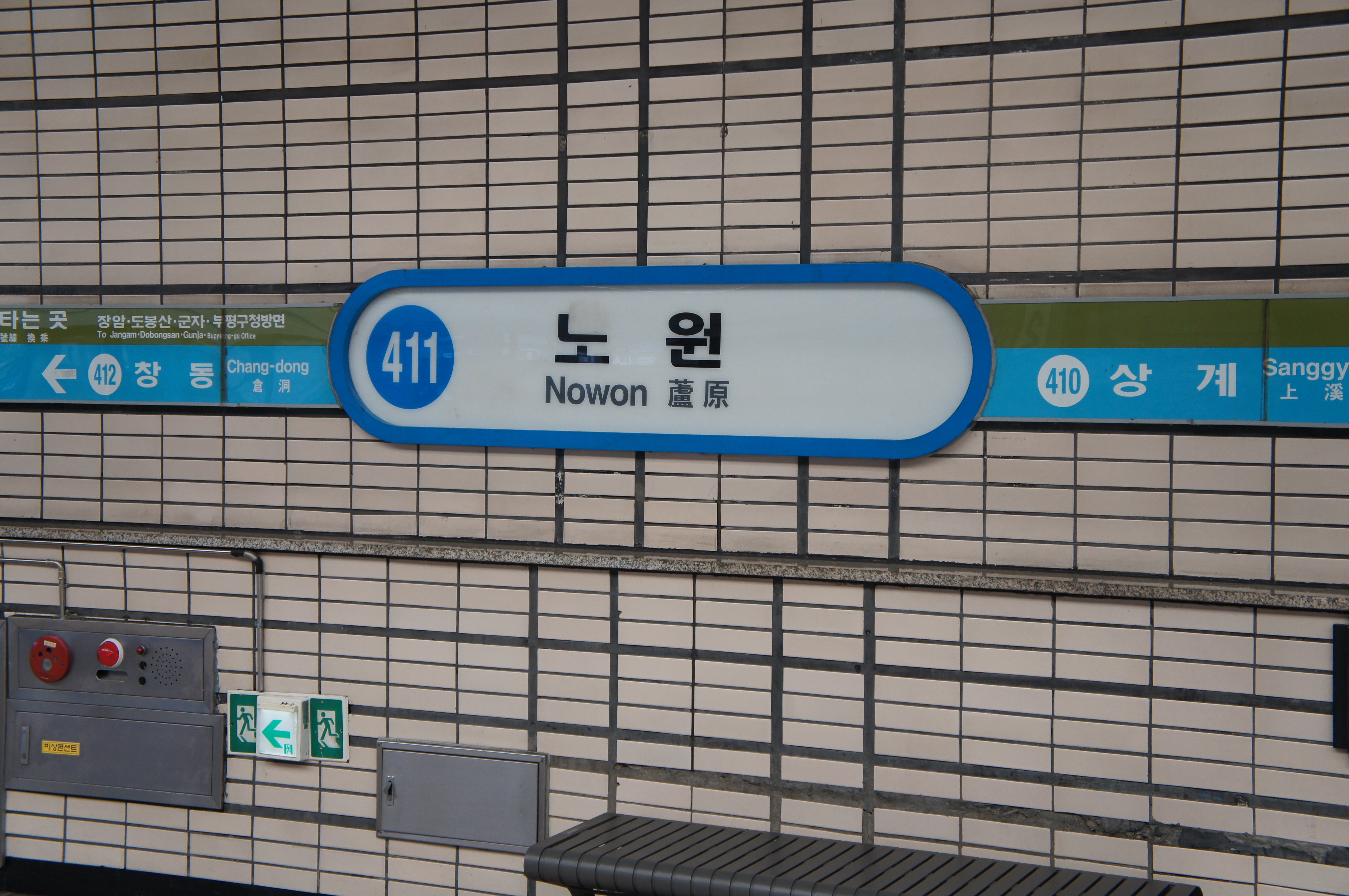
4号線 駅名標
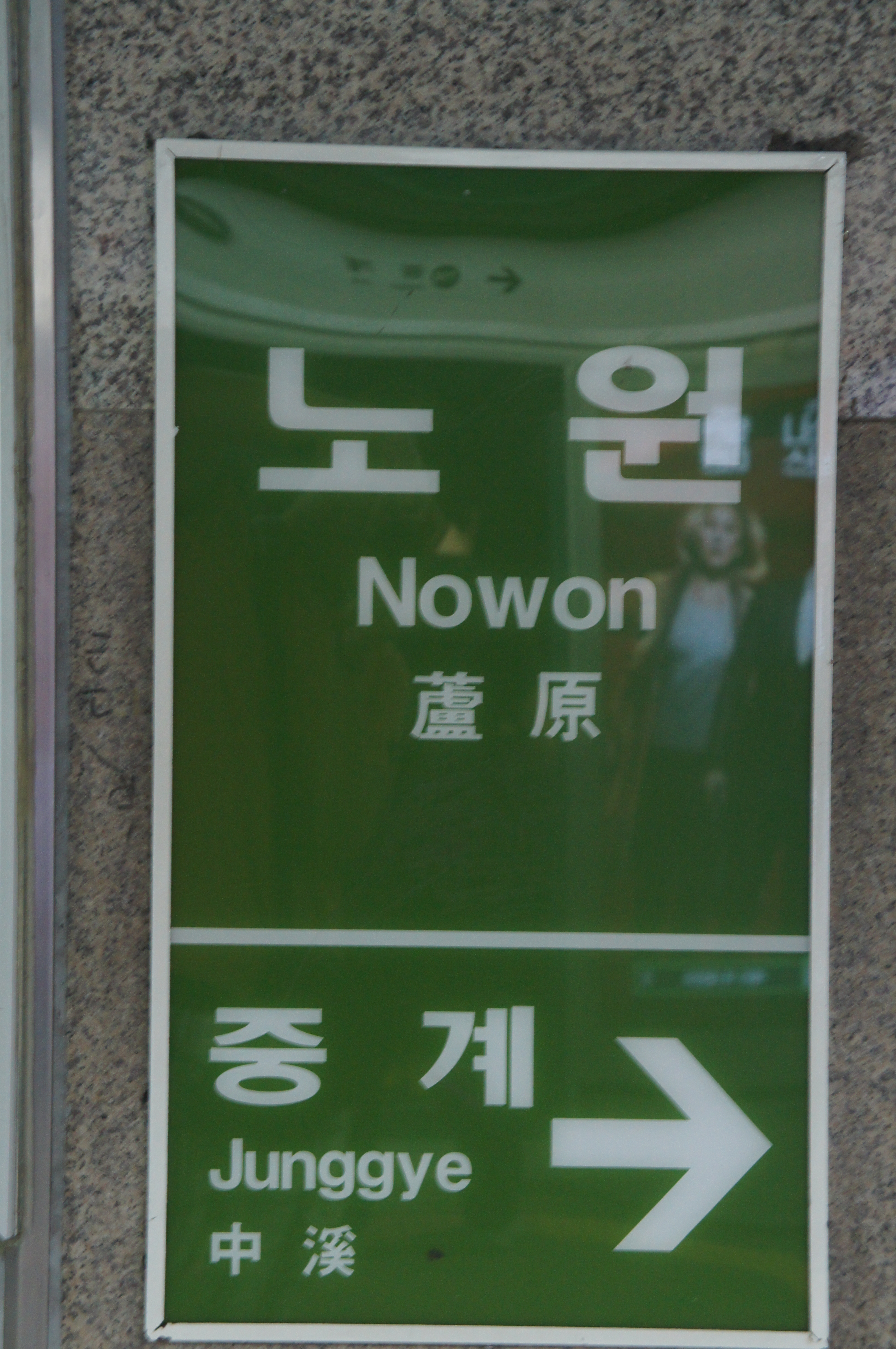
7号線 駅名標
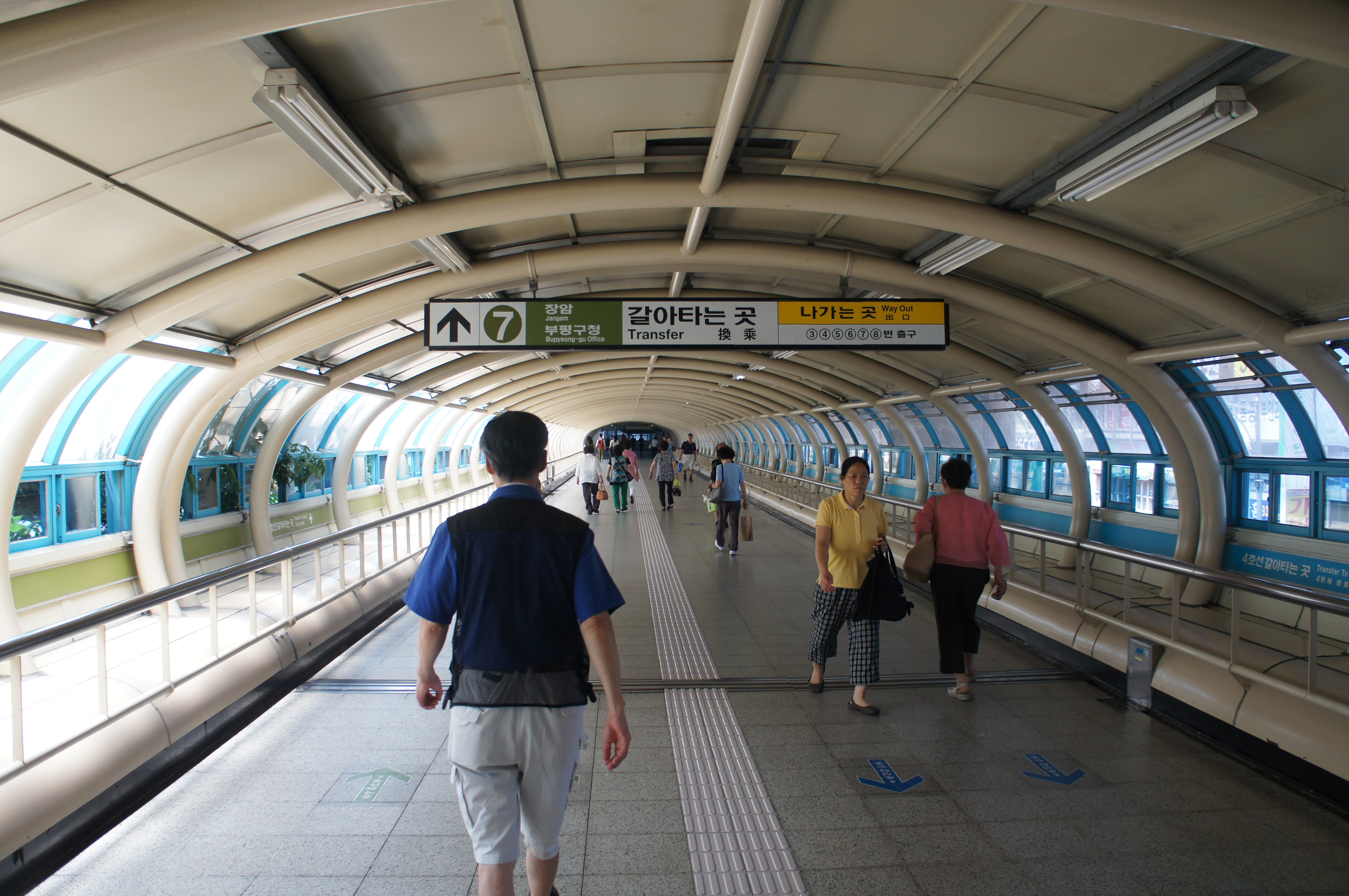
乗り換え通路
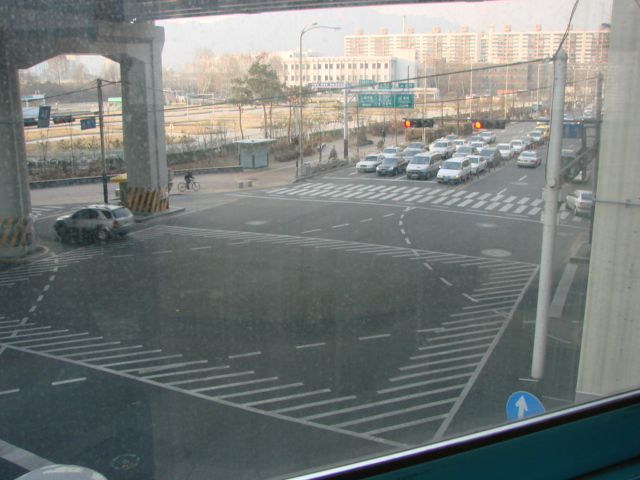
4号線乗り換え通路の入り口から交差点を望む
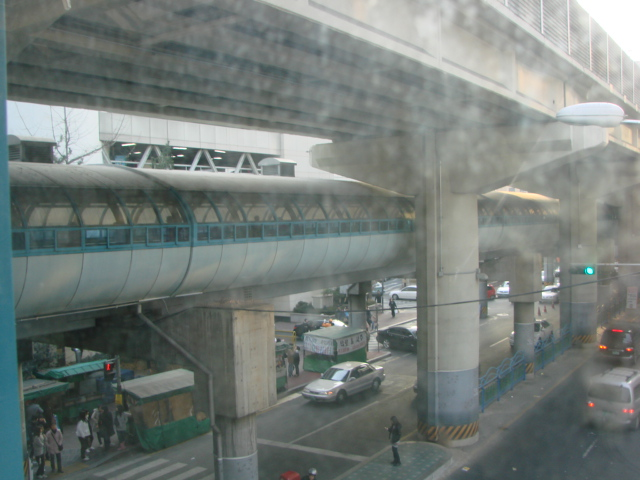
4号線乗り換え通路。かなり長い。
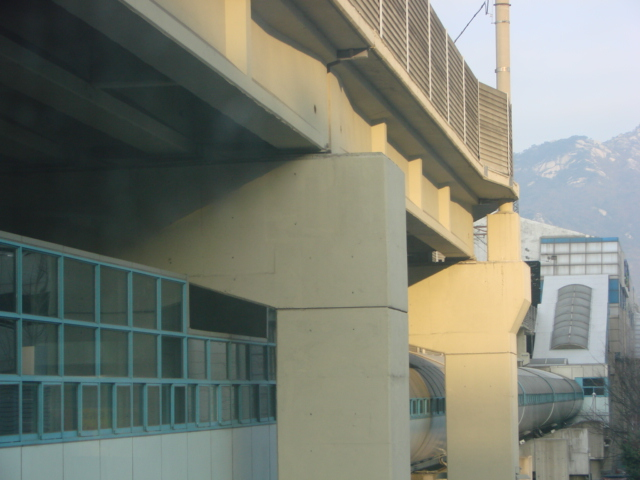
横の通路を別の角度から撮影したもの。
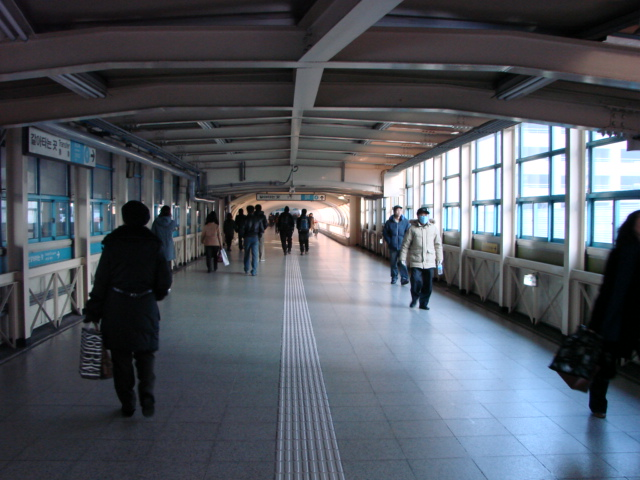
4号線乗り換え通路を内部で撮影したもの
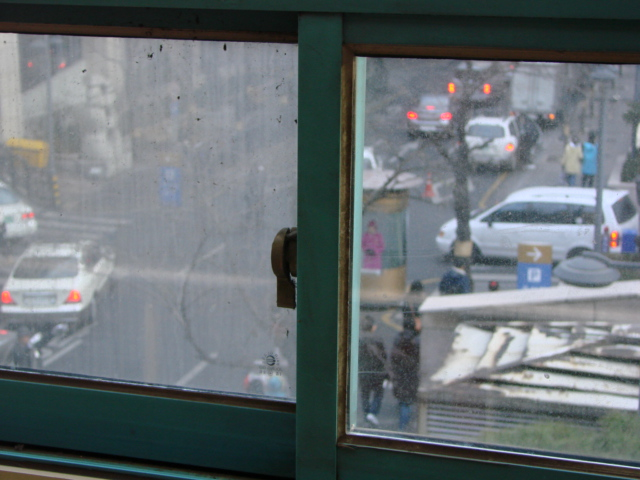
乗り換え通路中央部から外の様子を撮影したもの
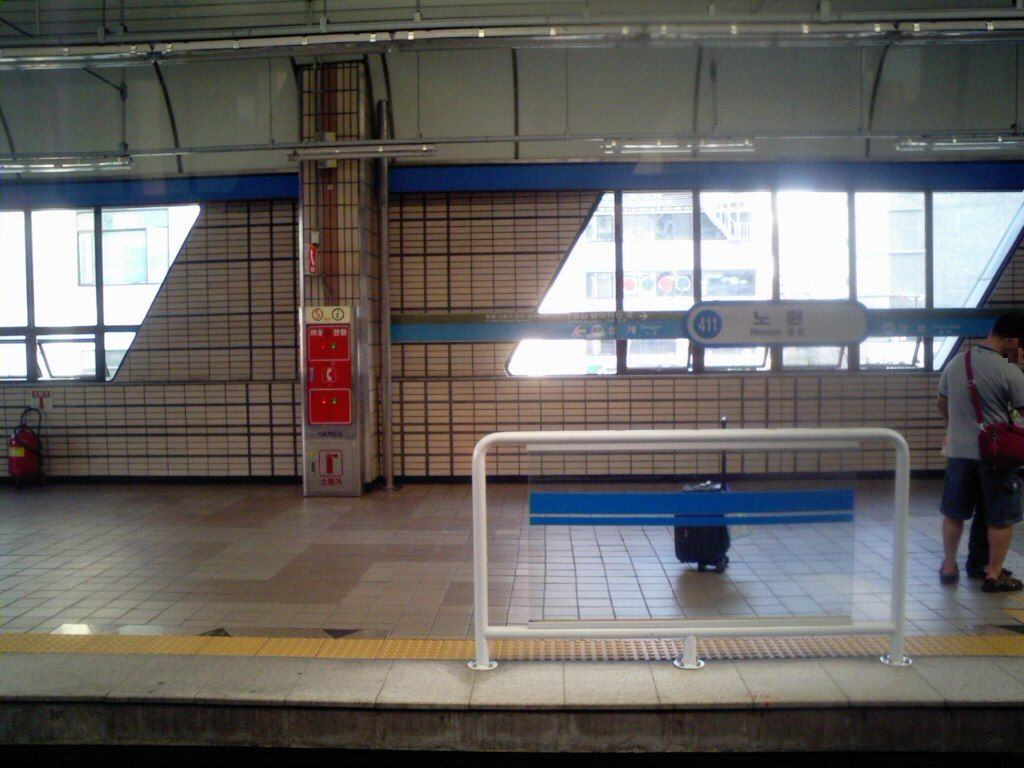
タンゴゲ方面の4号線ホーム(スクリーンドア設置前)
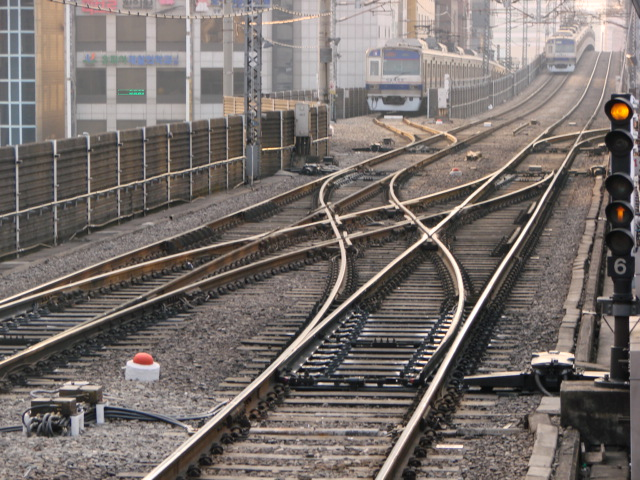
倉洞車両事業所（朝鮮語版）に入る4000系